# Гунанлар
Гунанлар (азерб. Hunanlar), до 7.03.2012 года — Ги́рзан (Кы́рзан, Кразан, азерб. Girzan — село в Товузском районе Азербайджана. Расположено на берегу реки Куры.

## История
Село упоминалось историком XVII века Аракелом Даврижеци. Согласно этого упоминания, во время насильственного переселения населения Армении и Грузии в начале XVII века в Крзене находился стан, куда временно собирали людей из Грузии, Кахетии и Греми с целью дальнейшей депортации в Персию.
В XIX веке в селе проживали  удины. Русский писатель того времени Александр Ерицян так описывал село:
В середине века село было обитаемо утийцами (удинами) и считалось весьма многолюдным. Следы канав, остатки садов и обширные развалины подтверждают предание, что здесь некогда обитало более 700 домов. — Потомки древних утийцев остаются здесь и поныне. Часть из них обарменились, говорят по-армянски, но многие помнят утийский язык (удинский язык) и своё племенное происхождение. — К сожалению, население сел. Кирзан, благодаря климатическим и иным условиям местности и свого быта, заметно и быстро вымирает. По камеральному описанию 1873 г., было 29 домов и 198 душ обоего пола, в 1885 г. 26 домов и 132 душ. Кирзанцы весьма привязаны к своей родине, зажиточны и всецело преданы садоводству и виноделию.
Кирзан известно как одно из сёл Азербайджана, где ещё до 1930 года проживали удины. Советский этнограф Соломон Брук отмечал, что село являлось одним из немногих уцелевших островков, где, избежав ассимиляции, сохранился удинский язык. Этнограф-кавказовед Н. Г. Волкова в исследовании семидесятых годов XX века отмечала, что жители Кирзана полностью перешли на азербайджанский язык. 

В апреле 2012 года согласно указу президента Азербайджанской Республики Ильхама Алиева село Гирзан было переименовано в Гунанлар.

## Население
Материалы посемейных списков на 1886 год упоминают село Кирзанъ Казахского уезда Елисаветпольской губернии с общим числом жителей 160 человек (90 мужчин и 70 женщин), население указывается удинами.
Согласно "Кавказскому календарю" за 1908 год, население состояло из удин и насчитывало 183 человека.
Согласно "Кавказскому календарю" за 1910 год, в селе было 106 человек и оно имело преимущественно армянское население.

## Этимология
Крзен (арм. Կրզեն) в переводе с армянского означает «носи» (арм. կրիր — «крир») «оружие» (арм. զենք — «зенк»).

## Инфраструктура
В селе расположена средняя школа имени Г. Джафарова. 25 февраля 2010 года правительство Японии выделило грант в размере 96 963 долларов США в рамках проекта по строительству медицинского центра в Кирзане.